# 中国人民武装警察部队黑龙江省总队
中国人民武装警察部队黑龙江省总队，简称武警黑龙江省总队，是中国人民武装警察部队的省级总队，是副军级单位，隶属于武警总部。其主要执行治安維持、民防警卫、处突维稳等任务。

## 历史
1966年6月，中国人民公安部队黑龙江省总队改编为中国人民解放军的警卫师，隶属于军队建制。1983年2月，该部改称“中国人民武装警察部队黑龙江省总队”，为正师级单位，隶属于武警总部和黑龙江省公安厅建制。1995年，国务院、中央军委发出《国务院、中央军委关于调整中国人民武装警察部队领导管理体制的决定》，升级为副军级。2017年，根据《关于中国人民武装警察部队改革期间暂时调整适用相关法律规定的决定》，武警黑龙江省总队不再接受武警总部、黑龙江省人民政府双重领导，改为直接受武警总部领导。

## 历任领导

### 历任司令员（2013年1月1日前称总队长）
- 颜世勇（1983年7月－1986年8月）以黑龙江省公安厅副长的身份兼任
- 骆鸿祥大校（1986年8月－1996年3月）
- 张温树少将（1996年3月－1997年12月）
- 王良臣少将（1997年12月－2004年12月）
- 杨斌少将（2004年12月－2010年5月）
- 夏向庆少将（2010年5月－2013年11月）
- 杨立新少将（2013年11月－2018年10月）
- 宋元俊少将（2018年10月－）[3]

### 历任政治委员
- 杜殿武（1983年7月－1986年8月）以黑龙江省公安厅长的身份兼任
- 孙中国大校（1986年8月－1992年6月）
- 吴云峰少将（1994年7月－2000年11月）
- 李汉文少将（2000年11月－2004年7月）
- 张瑞清少将（2004年7月－2009年2月）
- 唐本高少将（2009年2月－2012年10月）
- 徐国岩少将（2012年10月－2015年7月 ）
- 赵书毅少将（2015年7月－2019年4月）
- 毕春景少将（2019年4月－）[4]